# Liste de mosquées d'Espagne
Cet article présente la liste des mosquées d'Espagne.

## Liste
| Nom                                           | Image | Ville                | Communauté autonome    | Inauguration      | Remarques                                                               |  |
| --------------------------------------------- | ----- | -------------------- | ---------------------- | ----------------- | ----------------------------------------------------------------------- |  |
| Mosquée de Fuengirola                         |       | Fuengirola           | Andalousie             | 1994              | Mosquée financée par l'Arabie saoudite, wahhabite.                      |  |
| Mosquée supérieure de Grenade                 |       | Grenade              | Andalousie             | 10 juillet 2003   | Première mosquée à Grenade depuis la Reconquista.                       |  |
| Mosquée de la Vega de Grenade                 |       | Grenade              | Andalousie             | 30 mai 2011       |                                                                         |  |
| Mosquée Al-Andalus de Málaga                  |       | Malaga               | Andalousie             | 10 août 2008      |                                                                         |  |
| Mosquée des Andalous (Cordoue)                |       | Cordoue              | Andalousie             | 1994              |                                                                         |  |
| Mosquée du Roi Abdelaziz de Marbella          |       | Marbella             | Andalousie             | 31 juillet 1981   | Wahhabite                                                               |  |
| Mosquée Basharat de Pedro Abad                |       | Pedro Abad           | Andalousie             | 10 septembre 1982 | Première mosquée planifiée en Espagne depuis la Reconquista, ahmadiste. |  |
| Mosquée de Palafrugell                        |       | Palafrugell          | Catalogne              | En cours          |                                                                         |  |
| Mosquée de Salt                               |       | Salt                 | Catalogne              | 18 juin 2015      | 2e plus grande mosquée de Catalogne                                     |  |
| Mosquée centrale de Madrid                    |       | Madrid               | Communauté de Madrid   | 1er avril 1988    | Première mosquée à Madrid depuis la Reconquista.                        |  |
| Mosquée de Madrid                             |       | Madrid               | Communauté de Madrid   | 21 septembre 1992 | Plus grande mosquée de la capitale espagnole                            |  |
| Mosquée Baitur-Rahman de La Pobla de Vallbona |       | La Pobla de Vallbona | Communauté valencienne | 29 mars 2013      | Seconde mosquée ahmadiste d'Espagne.                                    |  |